# Lei do terceiro excluído
Em lógica, a lei do terceiro excluído (em latim, principium tertii exclusi ou tertium non datur) é a terceira de três clássicas Leis do Pensamento. Ela afirma que, para qualquer proposição, ou esta proposição é verdadeira, ou sua negação é verdadeira.
A primeira formulação conhecida foi o princípio da não-contradição, de Aristóteles, proposto pela primeira vez em Da Interpretação, onde ele diz que de duas proposições contraditórias (ou seja, uma proposição é a negação de outra) uma é necessariamente verdade e a outra falsa. Ele também afirma isso como um princípio no livro 3 de Metafísica, dizendo que em todo caso é necessário afirmar ou negar, e que é impossível que haja qualquer coisa entre as duas partes da contradição. Esse princípio foi declarado como um teorema da lógica proposicional por Russel e Whitehead em Principia Mathematica.
{\displaystyle \mathbf {*2\cdot 11} .\ \ \vdash .\ p\ \vee \thicksim p}.
Esse princípio não deve ser confundido com o princípio da bivalência, que estabelece que toda proposição ou é verdadeira ou é falsa, e tem apenas uma formulação semântica.

## As leis clássicas do pensamento
O princípio do terceiro excluído, juntamente com seu complemento, o princípio da não-contradição (a segunda das três leis clássicas do pensamento), são correlatos da lei da identidade (a primeira dessas leis). Por o princípio da identidade particionar o universo em exatamente duas partes, ele cria uma dicotomia na qual as duas partes são "mutualmente exclusivas" e "mutualmente exaustivas". O princípio da contradição é meramente uma expressão do aspecto mutualmente exclusivo dessa dicotomia, e o princípio do terceiro excluído é uma expressão desse aspecto mutualmente exaustivo.

## Exemplos
Por exemplo, se P for a proposição:
Sócrates é mortal
então a lei do terceiro excluído sustenta que a disjunção lógica:
Ou Sócrates é mortal, ou não é o caso de Sócrates ser mortal
é verdade simplesmente por sua forma. Ou seja, o valor "intermediário", que Sócrates não é nem mortal, nem não-mortal, é excluído pela lógica, e portanto, ou a primeira possibilidade (Sócrates é mortal) ou a negação (não é o caso de Sócrates ser mortal) tem que ser verdade.
Segue um exemplo de um argumento que depende da lei do terceiro excluído. Buscamos provar que existem dois números irracionais, {\displaystyle a} e {\displaystyle b}, tal que {\displaystyle a^{b}} é racional.
É sabido que {\displaystyle {\sqrt {2}}} é irracional. Considere o número {\displaystyle {\sqrt {2}}^{\sqrt {2}}}.
Claramente, este número é racional ou irracional. Se for racional, a prova está completa, e
{\displaystyle a={\sqrt {2}}} e {\displaystyle b={\sqrt {2}}}.
Mas se {\displaystyle {\sqrt {2}}^{\sqrt {2}}} for irracional, então seja
{\displaystyle a={\sqrt {2}}^{\sqrt {2}}} e {\displaystyle b={\sqrt {2}}}.
Então:
{\displaystyle a^{b}=\left({\sqrt {2}}^{\sqrt {2}}\right)^{\sqrt {2}}={\sqrt {2}}^{\left({\sqrt {2}}\cdot {\sqrt {2}}\right)}={\sqrt {2}}^{2}=2},
e 2 é certamente racional. Isso conclui a prova.
No argumento acima, a afirmação "esse número é ou racional ou irracional" invoca a lei do terceiro excluído. Um intuicionista, por exemplo, não aceitaria este argumento sem maior embasamento para essa afirmação. Isto poderia vir na forma de uma prova de que o número em questão é irracional (ou racional, como pode ser o caso); ou um algoritmo finito que possa determinar se o número é racional ou não.

## A Lei em Provas não-construtivas sobre o infinito
A prova acima é um exemplo de uma prova não-construtiva recusada pelos intuicionistas:
A prova é não-construtiva por não oferecer nenhum valor específico {\displaystyle a} e {\displaystyle b} que satisfaça o teorema, mas apenas duas possibilidades separadas, das quais uma deve funcionar. (Na verdade, {\displaystyle a={\sqrt {2}}^{\sqrt {2}}} é irracional, mas não existe nenhuma prova conhecida deste fato). (Davis 2000:220)
Por não-construtiva, Davis quis dizer que "uma prova de que realmente há entidades matemáticas satisfazendo certas condições teria que fornecer um método para exibir explicitamente as entidades em questão." (p. 85). Tais provas presumem a existência de uma totalidade que é completa, uma noção recusada pelos intuicionistas quando estendida ao infinito - para eles o infinito nunca pode ser completo.
De fato, ambos Hilbert e Brouwer dão exemplo da lei do terceiro excluído estendida ao infinito. O exemplo de Hilbert: "a asserção de que existe apenas uma quantidade finita de números primos ou que existe uma infinidade deles" (citado em Davis 2000:97); e o de Brouwer: "Toda espécie matemática é ou finita ou infinita." (Brouwer 1923 em van Heijenoort 1967:336).
Em geral, intuicionistas permitem o uso da lei do terceiro excluído quando esta é confinada ao discurso sobre conjuntos finitos, mas não quando é usada em discursos sobre conjuntos infinitos (como os números naturais). Logo, intuicionistas reprovam absolutamente a seguinte asserção: "Para todas as proposições P relativas a conjuntos infinitos D: P ou ¬P" (Kleene 1952:48).

## História

### Aristóteles
Aristóteles escreveu que ambiguidade pode surgir do uso de nomes ambíguos, mas não pode existir nos fatos em si.
"É impossível, então, que "ser um homem" deveria significar precisamente "não ser um homem", se "homem" não apenas signifique algo sobre um sujeito mas também tenha uma significação. ... E não será possível ser e não ser a mesma coisa, exceto em virtude de uma ambiguidade, tal qual se aquele ao qual denominamos de "homem", e outros que fossem a denominar "não-homens"; mas o ponto em questão não é esse, se a mesma coisa pode ao mesmo tempo ser e não ser um homem na denominação, mas se pode ser de fato." (Metaphysics 4.4, W.D. Ross (trans.), GBWW 8, 525–526)
A asserção de Aristóteles de que "não deve ser possível ser e não ser a mesma coisa", que seria escrita em lógica proposicional como  ¬ (P ∧ ¬P), é uma sentença que lógicos modernos chamariam de lei do terceiro excluído (P ∨ ¬P), já que a distribuição da negação na asserção de Aristóteles as tornariam equivalentes, independente de que a anterior firma afirma de que nenhuma sentença é tanto verdadeira quanto falsa, enquanto a última requer que qualquer sentença seja ou verdadeira ou falsa.
Entretanto, Aristóteles também escreve, "já que é possível que contradições sejam, ao mesmo tempo, verdade da mesma coisa, obviamente contradições também não podem pertencer ao mesmo tempo à mesma coisa" (Livro IV, Cap. 6, p. 531). Ele então propõe que "não pode haver um intermediário entre contradições, mas de um sujeito devemos ou afirmar ou negar qualquer predicado" (Livro IV, Cap 7, p. 531). No contexto da lógica tradicional de Aristóteles, esta é uma afirmação consideravelmente precisa da lei do terceiro excluído, P ∨ ¬P.